# NGC 2173
NGC 2173 ist ein offener Sternhaufen im Sternbild Mensa in der Großen Magellanschen Wolke.
Das Objekt wurde am 8. Februar 1836 von John Herschel entdeckt.